# Aloeides macmasteri
McMaster’s Copper (Aloeides macmasteri) là một bướm ngày thuộc họ Lycaenidae. Loài này có ở Nam Phi,từ West Cape, qua Great Karoo đến Namaqualand. Nó cũng có ở Coega đến Grassland, East Cape.
Sải cánh từ 28–32 mm đối với con đực và 30–35 mm đối với con cái. Cá thể trưởng thành mọc cánh từ tháng 9 tới tháng 11 và từ tháng 2 tới tháng 4. Mỗi năm loài này có hai thế hệ.